# 詫間海軍航空隊

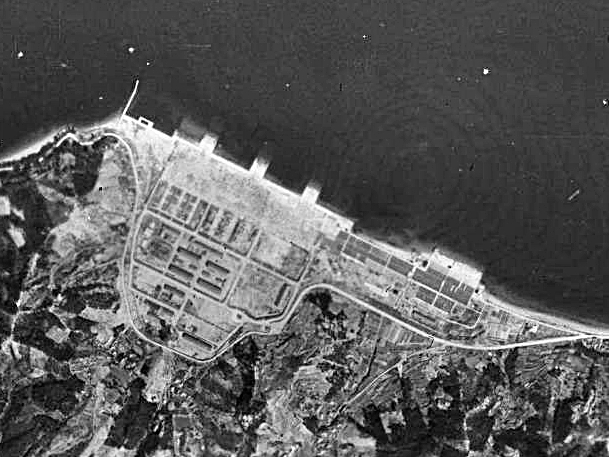
詫間飛行場跡地の空中写真（1948年）

詫間海軍航空隊（たくまかいぐんこうくうたい）は、日本海軍の部隊の一つ。香川県三豊郡詫間町（現・三豊市）に所在した。当初は水上機の実機練習部隊として訓練に従事していたが、沖縄戦に備えて飛行艇実施部隊・特攻作戦基地として偵察・攻撃に従事した。本稿では、詫間空の分遣隊として設置され、のちに独立した西条海軍航空隊（さいじょうかいぐんこうくうたい）・天草海軍航空隊（あまくさかいぐんこうくうたい）についても記述する。

## 沿革
太平洋戦争開戦とともに、航空要員の大量養成を図るために、実用機を用いた実機練習航空隊を急造した。1943年（昭和18年）2月には、横須賀鎮守府と呉鎮守府が統率する3個練習連合航空隊を統括する「連合練習航空総隊」が編制された。この一連の増強計画の中に、呉鎮守府第12連合航空隊所属の水上機実機練習航空隊の一つとして、設置されたのが詫間空である。詫間空では12機の水上偵察機とともに、48機もの練習飛行艇を備え、飛行艇搭乗員の重要な養成施設となった。
- 1943年（昭和18年）

6月1日 - 開隊。第12連合航空隊（呉鎮守府管轄）に配属
- 1944年（昭和19年）

3月15日 - 愛媛県西条に分遣隊を増設（1945年3月1日、「西条海軍航空隊」として独立）
4月1日 - 熊本県天草に分遣隊を増設（1945年3月1日、「天草海軍航空隊」として独立）
6月1日 - 広島県福山に分遣隊を増設（1945年3月1日、「福山海軍航空隊」として独立）
9月  第八〇一海軍航空隊所属飛行艇が駐留、原隊の横浜に代わり拠点基地とする
- 1945年（昭和20年）

2月 - 八〇一空の編制から飛行艇が削除され、実質的に詫間空へ移譲される
3月11日 - 丹作戦決行。菊水部隊梓隊の先導に飛行艇3機出撃、全機喪失
4月25日 - 新編の第五航空艦隊に転属。正式に飛行艇配属
以後、飛行艇隊は特攻隊・ウルシー環礁強襲部隊の前路誘導に従事。
4月28日 - 詫間空で編制した琴平水心隊が初出撃、以後4回出撃。
敗戦にともない解隊。
詫間空跡地は、終戦直後は詫間町立永康病院（現：三豊市立永康病院）に使用された。現在は香川高等専門学校詫間キャンパスおよび民間企業の工場（神島化学工業詫間工場）が建設されている。詫間空時代の構造物としては、滑水スリップが現存している。また、現存する唯一の二式飛行艇は、詫間空に残されていた残存機のうちの一機（詫間31号機）である。

## 主力機種
- 九四式水上偵察機…練習機
- 二式飛行艇…前期は練習飛行艇、末期は実用機

## 歴代司令
- 不詳：1943年6月1日 -　?
- 荒木敬吉 大佐：1944年8月7日 - 1945年?月?日
- 細谷資芳 大佐：1945年5月5日 - 8日戦死
- 松浦義：1945年5月15日 - 解隊

## 西条海軍航空隊
1944年（昭和19年）

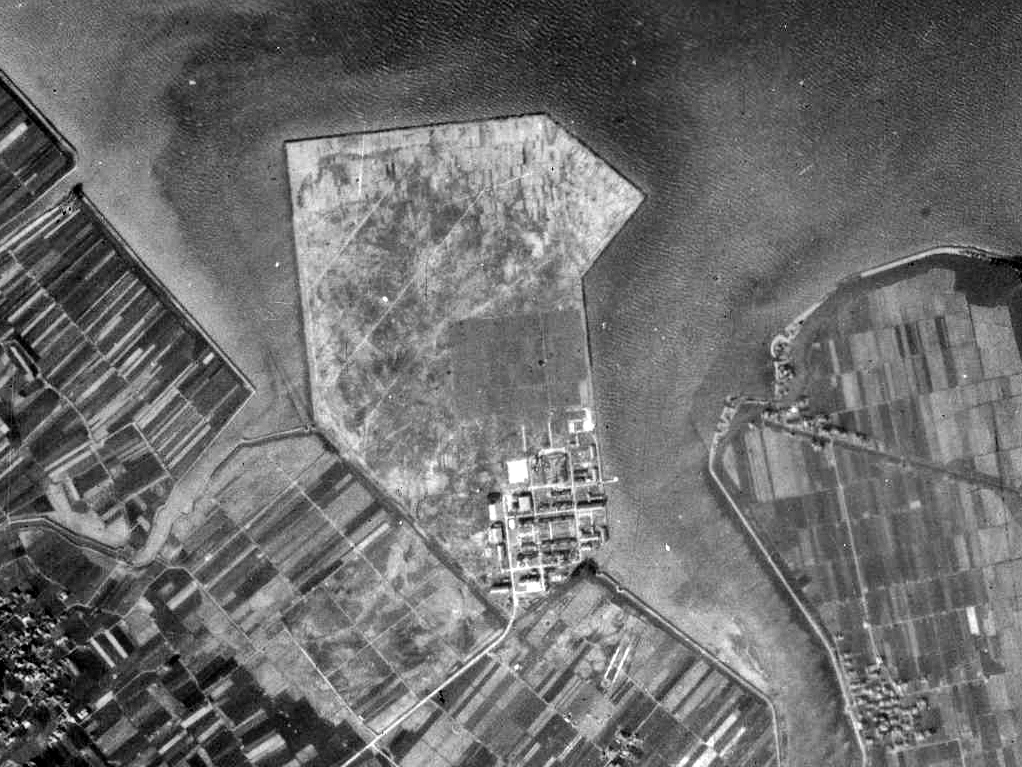
西条航空基地跡地の空中写真（1948年）
未舗装の河口干拓地だったことが分かる。干拓地の根元部分に養成所が有った。

- 3月15日 - 詫間海軍航空隊西条分遣隊として開隊。分遣隊長には、愛媛航空機乗員養成所長の室井留雄中佐(兵　39応召)が兼任した。飛行長兼飛行隊長は野村親正少佐。任務は陸上練習機による操縦専修生教育
- 5月25日 - 三重空より特乙4期生入隊(第38期飛行練習生)
- 9月20日 - 土浦空より甲飛13期2次生79名が入隊(飛練41期)
- 12月28日 - 特乙4期生、練習機教程を終業

1945年（昭和20年）
- 1月20日 - 分遣隊長に、大阪警備府附海軍大佐(兵37応召)小橋義亮発令
- 1月25日 - 三重空奈良分遣隊より甲飛13期2次生140名が入隊(飛練41期)
- 3月1日 - 西条海軍航空隊に改編
- 3月19日 - アメリカ軍艦載機の攻撃を受ける。
- 4月 - 教員、特乙4期生で特別攻撃隊2隊を編成。
- 6月20日 - 司令に、佐世保鎮守府参謀海軍大佐土井美二(兵50)発令
- 6月 - 特別攻撃隊、大分県宇佐基地(指揮官・野村少佐　50機)と鹿児島県岩川基地(指揮官・今井隆久大尉　50機)へ進出。愛知県の第三岡崎航空隊より、中練特攻隊が西条基地に進出。
- 8月8日 - 西条航空隊(甲航空隊　司令・土井大佐)と内海航空隊西条基地隊(乙航空隊　指揮官・柏屋特務少佐)に空地分離が行われる。

使用されていた格納庫の1棟が戦後、日本国有鉄道に譲渡の上多度津工場に移築され、現在も会食所として使用されており、2012年には国の登録有形文化財に登録されている。

## 天草海軍航空隊

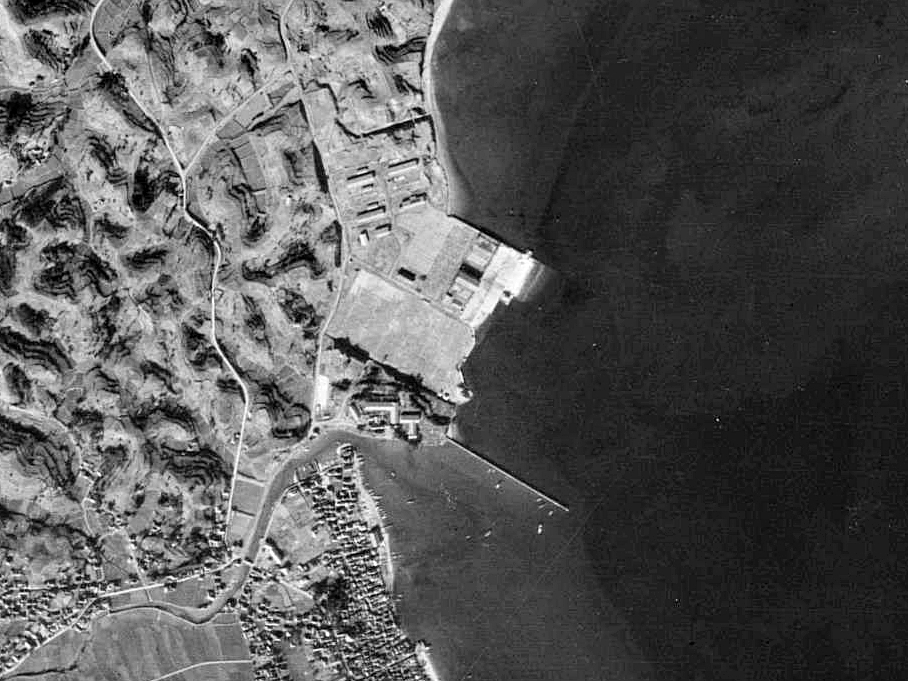
天草水上基地の空中写真（1948年）

1944年（昭和19年）4月1日に詫間空の分遣隊として、熊本県天草郡佐伊津村（現・天草市）に設置された。8月15日をもって博多海軍航空隊に移管された。昭和20年3月1日に独立し、水上機訓練を継続したが、最終的に実施部隊へ転換され、特攻作戦に3度参加した。司令は山下深志予備役大佐が分遣隊長から横滑りしたが、4月1日より室田勇次郎大佐に交代し、解隊まで統率した。